# Rudiloria mohicana
Rudiloria mohicana är en mångfotingart som beskrevs av Ottis Robert Causey 1955. Rudiloria mohicana ingår i släktet Rudiloria och familjen Xystodesmidae. Inga underarter finns listade i Catalogue of Life.